# 鲁本·布洛马特
鲁本·布洛马特（德語：Ruben Blommaert，1992年3月5日—），比利时、德国男子花样滑冰运动员，2022年内伯尔杯双人滑银牌得主、2022年芬兰杯双人滑银牌得主、2022年埃斯波大奖赛双人滑银牌得主。